# Enigmatheres
Enigmatheres is een geslacht van kreeftachtigen uit de klasse van de Malacostraca (hogere kreeftachtigen).

## Soort
- Enigmatheres canfieldi (Rathbun, 1918)